# Le Dernier des Mohicans (film, 1965)
Pour les articles homonymes, voir Le Dernier des Mohicans (homonymie).
Pour plus de détails, voir Fiche technique et Distribution.
Le Dernier des Mohicans (Der letzte Mohikaner) est un western spaghetti hispano-italo-ouest-allemand réalisé par Harald Reinl et sorti en 1965. Inspiré du roman homonyme de James Fenimore Cooper, le film transpose l'intrigue plus d'un siècle après celle narrée dans le roman (des années 1750 aux années 1860).
Le film est sorti la même année qu'un film homonyme, Le Dernier des Mohicans, réalisé par Mateo Cano.

## Fiche technique
Sauf indication contraire, les informations mentionnées dans cette section peuvent être confirmées par la base de données cinématographiques IMDb,  présente dans la section « Liens externes ».
- Titre français : Le Dernier des Mohicans[1]
- Titre original allemand : Der letzte Mohikaner[2]
- Titre italien : La valle delle ombre rosse[3]
- Titre espagnol : El último mohicano[4]
- Réalisation : Harald Reinl
- Scénario : J. Joachim Bartsch (de), José Antonio de la Loma, Giovanni Simonelli (it), Roberto Bianchi Montero
- Photographie : Ernst W. Kalinke, Ricardo Andreu, Giuseppe La Torre
- Montage : Hermann Haller, Bruno Mattei
- Musique : Peter Thomas, Francesco De Masi
- Décors : Jürgen Kiebach
- Costumes : Irms Pauli
- Trucages : Francisco Ramón Ferrer
- Production : Alfons Carcasona, Heinz Willeg (de), Eduardo de la Fuente
- Sociétés de production : International Germania Film, Procusa, Balcázar Producciones Cinematográficas, Cine-Produzioni Associate
- Pays de production :  Allemagne de l'Ouest -  Italie -  Espagne
- Langue de tournage : allemand
- Format : Couleur (Eastmancolor) - 2,35:1 - Son mono - 35 mm
- Durée : 90 minutes (1h30)[2]
- Genre : Western spaghetti
- Dates de sortie :
  - Allemagne de l'Ouest : 17 avril 1965
  - Italie : 22 avril 1965
  - Espagne : 5 septembre 1966
  - France : 7 décembre 1966[1]

## Distribution
- Joachim Fuchsberger : Capitaine Hayward
- Karin Dor : Cora Monro
- Marie France : Alice Monro
- Carl Lange : Colonel George Monro
- Ricardo Rodríguez : Magua
- Kurt Großkurth : Koch
- Daniel Martín : Uncas
- Anthony Steffen : Œil-de-Faucon
- Stelio Candelli : Roger
- Frank Braña : La capotal
- Cris Huerta : Un soldat
- Ángel Ter : Jeff
- Mariano Alcón : Tamanend
- Rafael Hernández : Homme de main de Roger
- Jean-Claude Mathieu : Matt